# The Bitter Tea of General Yen
The Bitter Tea of General Yen ist ein US-amerikanischer Kriegsfilm des Regisseurs Frank Capra aus dem Jahr 1933 mit Barbara Stanwyck in der Hauptrolle.

## Handlung
Die Amerikanerin Megan Davis reist 1911 nach Shanghai, um den Missionar Robert Strife zu heiraten und ihn bei seiner Arbeit zu unterstützen. In den Wirren des Chinesischen Bürgerkriegs wird Megan von ihrem Verlobten getrennt und fällt in die Hände des Kriegsherren General Yen, der sie mit in seinen Palast nimmt.
Dort lernt Megan die Eigenheiten der chinesischen Kultur kennen. Als Yen seine Konkubine Mah-Li wegen Hochverrats zum Tode verurteilt, setzt sie sich aufopferungsvoll für deren Leben ein. Gegen besseres Wissen gibt Yen Megans Forderung nach, da er sich in sie verliebt hat. Mah-Lis Machenschaften führen schließlich dazu, dass Yens gesamte Armee desertiert. Von Schuldgefühlen geplagt geht Megan zu Yen, um sich ihm hinzugeben, doch der General hat sich bereits mit einer Tasse vergifteten Tees das Leben genommen.

## Hintergrund
The Bitter Tea of General Yen basiert auf dem gleichnamigen Roman von Grace Zaring Stone, der 1930 veröffentlicht wurde. Die Rolle des chinesischen Generals Yen wurde von Nils Asther übernommen. Damals war es üblich, auch asiatische oder schwarze Figuren mit weißen Darstellern zu besetzen. Weitere Kandidaten für die Titelrolle waren Leo Carrillo, Leslie Banks und Chester Morris. Constance Cummings und Anna May Wong waren als Megan und Mah-Li im Gespräch. Ursprünglich sollte Herbert Brenon Regie führen.
Frank Capra gab später zu, er habe The Bitter Tea of General Yen in erster Linie gedreht, um einen Oscar zu gewinnen. Er glaubte, mit einem Drama bessere Chancen auf die Auszeichnung zu haben als mit einer Komödie
The Bitter Tea of General Yen feierte seine Premiere am 3. Januar 1933. Er war der erste Film, der in der neu eröffneten New Yorker Radio City Music Hall gezeigt wurde. Die umstrittene Liebesbeziehung zwischen einem Chinesen und einer Amerikanerin rief zahlreiche Proteste hervor und der Film wurde ein kommerzieller Misserfolg.
The Bitter Tea of General Yen war der vierte von insgesamt fünf Filmen, die Barbara Stanwyck unter der Regie von Frank Capra drehte. Der Titel von Rainer Werner Fassbinders Die bitteren Tränen der Petra von Kant nimmt Bezug auf den Film.

## Kritik
- Lexikon des internationalen Films: Ein betont kunstvolles Melodram mit manchem Leerlauf, aber auch einigen sehr intensiven Szenen. Frank Capra wagte sich mit der Liebe zwischen zwei Menschen unterschiedlicher Hautfarbe an ein „heißes Eisen“: in England und mehreren anderen Staaten wurde sein Film, der die Hauptdarstellerin Barbara Stanwyck zum Star machte, boykottiert.

- The New York Times: The Bitter Tea of General Yen ist der seltsamste, am wenigsten charakteristische Tonfilm des Regisseurs Frank Capra.